# Freiverkehr (Zollrecht)
Im zollrechtlichen Sinne ist der Freiverkehr ein Verkehr von Waren, die sich im Gegensatz zu den im Zollverfahren gebundenen Waren im zollrechtlich ungebundenen, also im zollrechtlich freien Verkehr befinden (Gemeinschaftswaren). Nichtgemeinschaftsware wechselt durch Überführung in den freien Verkehr den Status und wird zur Gemeinschaftsware (Art. 79 ZK). Nach Leistung der Einfuhrzollschuld findet keine zollamtliche Überwachung mehr statt, nur stichprobenartig durch die Zollbehörde oder den Bundesgrenzschutz an Flughäfen oder Seehäfen, wenn die Zollbegünstigung von einer besonderen Verwendung wie der industriellen Produktion im Rahmen der Zollunion abhängig ist. Im Artikel 129 des modernisierten Zollkodex ab 2013 lautet das Zollverfahren alsdann: Überlassung zum zollrechtlich freien Verkehr.